# Marengo (Iowa)
Marengo è una città degli Stati Uniti d'America, situata nello Stato dell'Iowa, nella Contea di Iowa, della quale è il capoluogo.